# Frede Kjøller
Frede Kristian Kjøller (4. november 1912 i Klemensker – 1989 i Østermarie) var lærer på Østermarie Skole, naturhistoriker og fotograf.
Han har dokumenteret livet i by og på land. Han var medarbejder ved det kulturhistoriske årsskrift Jul på Bornholm fra dets start i 1932. Han blev dets redaktør i mange år og var medarbejder på Bornholms Tidende. I samarbejde med kollegaen og naturmanden Lars Trolle nåede han et meget stort publikum. Han skrev udbredte turistguider og har bidraget til Bornholmske Samlinger. Hans omfattende arkiv er i Lokalarkivet på Bornholms Centralbibliotek.

## Hæder
- Modtager af Bornholmerprisen 1962
- Æresmedlem af Bornholms Ornitologiske Forening
- Æresmedlem af Naturhistorisk Forening

## Ekstern henvisning
- Frede Kjøllers Bornholm Arkiveret 19. juli 2011 hos  Wayback Machine